# Lúcio Papírio Crasso (cônsul em 436 a.C.)
Lúcio Papírio Crasso (em latim: Lucius Papirius Crassus) foi um político da gente Papíria nos primeiros anos da República Romana eleito cônsul por duas vezes, em 436 e 430 a.C., com Marco Cornélio Maluginense e Lúcio Júlio Julo respectivamente.

## Primeiro consulado (436 a.C.)
Segundo Lívio, seu mandato se deu num período de tranquilidade em Roma, sem registros de desordens importantes, com exceção de uma crise provocada pelo tribuno da plebe Espúrio Mélio.
Os romanos, que no ano anterior venceram uma coalização inimiga na Batalha de Fidenas, tentaram provocar um confronto contra Veios e Fidenas. Sem sucesso, limitaram-se a arrasar o território inimigo.

## Segundo consulado (430 a.C.)
No seu segundo mandato, foi eleito com Lúcio Júlio Julo, que já havia servido antes como tribuno consular (438 a.C.). Durante seu mandato foi firmada uma trégua de oito anos com os volscos.